# Права ЛГБТ в Анголе
Мужская и женская гомосексуальность в Анголе законна. В 2019 году деятельность ЛГБТ была узаконена, и были приняты антидискриминационные законы.
В 2010 году правительство Анголы отказалась принимать израильского дипломата Изи Янука в связи с его гомосексуальностью.

## Правовое положение
Статьи 70 и 71 Уголовного кодекса Анголы запрещают однополые отношения между двумя взрослыми людьми по взаимному согласию и определяют их как «преступление против общественной нравственности». Законы, криминализирующие гомосексуализм, были введены во времена колониальной зависимости от Португалии и были сохранены после получения независимости. За нарушения к обвиняемым закон предусматривает наказание в виде лагерных работ. Статьи УК были пересмотрены в 2011 году, однако старая редакция законов ещё используется некоторыми судьями. Эти нормы были отменены в 2019 году.
Возраст сексуального согласия в Анголе составляет 12 лет, однако половые сношения с детьми от 12 до 15 лет рассматриваются судом как сексуальное насилие, которое карается до 8 лет лишения свободы.
В Анголе нет никакого юридического признания однополых пар. В 2005 году неофициальную церемонию бракосочетания гей-пары местные средства массовой информации охарактеризовали как «бессовестную» и «отвратительную».

## Антидискриминационный закон
15 сентября 2015 года в силу вступил «Общий трудовой закон», запрещающий дискриминацию по признаку сексуальной ориентации при трудоустройстве и на рабочих местах.

## Общество
В 1920 году немецкий антрополог Курт Фальк опубликовал свои исследования по африканским племенам, часть которых считали бисексуальность нормой. Тем не менее, в современной Анголе это не является нормой. Преобладающие социальные установки общества по отношению к сексуальным ориентациям отражают, как правило, традиционные католические и протестантские ценности в отношении человеческой сексуальности и гендерных ролей. Некоторые представители ЛГБТ сообщали, что подвергались словесным нападкам и физическому насилию от людей, заявлявших о «безнравственности» гомосексуалов.